# Penetration Angst
Penetration Angst (títol alternatiu: Angst) és una pel·lícula de terror de sèrie Z britànica del 2003 dirigida per Wolfgang Büld. La pel·lícula va ser produïda per Dark Black Films i The Purple Orange Film Company.

## Argument
La tímida Helen és violada al cotxe pel seu xicot. No obstant això, després de l'abús, desapareix, només queda la seva roba. Quan ella visita un ginecòleg, aquest no l'examina, sinó que l'anestesia i la viola de nou. Quan es desperta, del metge només li queda la roba i un preservatiu. L'Helen ara s'adona que la seva vagina és l'anomenada vagina dentata que empassa els homes amb pell i cabell quan té relacions sexuals amb ells. Per satisfer la gana cada cop més gran de la seva vagina, viatja a Londres. Allà es prostitueix i deixa que la seva vagina devori un pretendent rere l'altre. En la seva incursió es troba amb un sàdic i la lliga. Després que l'home sigui devorat pels seus genitals, es queda lligada. Crida l'atenció sobre si mateixa cridant fort. El jove policia John, de qui Helen aviat s'enamora, la salva. Després del casament, la seva relació amenaça de fracassar perquè no pot dormir amb el seu marit.
L'etern admirador d'Helen, Dennis, també viatja a Londres per buscar la seva estimada. Allà coneix dues bessones siameses: l'addicta al sexe Sonja i la frígida Silvia. Dennis s'enamora de la Silvia, però accidentalment té relacions sexuals amb la seva germana Sonja. Per evitar que torni a passar una cosa així, intenta separar-les amb un ganivet elèctric. Tanmateix, la Sonja es suïcida i Dennis acaba a la llista de buscats per la policia. Juntament amb una prostituta, atraca un banc i fuig de Londres.
Durant la seva fugida, els dos prenen com a ostatges Helen i John, que actualment estan de lluna de mel en una casa mòbil. La prostituta llença a Dennis del cotxe perquè vol alliberar Helen de ser ostatge. Mentre s'escapava, mata un dels dos policies que anaven al seu rastre. Dennis arriba a la caravana a peu, deixa inconscient a la prostituta, allibera Helen i s'escapa amb ella. El segon policia, greument ferit, obre l'aixeta de la cuina de gas del remolc poc abans de morir. Quan la prostituta encén una cigarreta, el tràiler explota.
Com que Helen ha trobat el seu veritable amor en Dennis, pot tenir sexe amb ell sense que els seus genitals se'l mengin.

## Repartiment
- Fiona Horsey: Helen
- Paul Conway: Dennis
- Matthew Brint: John
- James Crichton: ginecòleg
- Jon Campling: sàdic
- Ben Biles: violador

## Producció i llançament
| «               | Llavors vaig pensar en […] el que sempre havia volgut fer, i després vaig desenvolupar el concepte de "Penetration Angst" a partir de diverses idees de curtmetratges a mig fer en una nit sense dormir a Londres. I amb cada escena pensava en quines coses terribles podrien passar ara i què més podria pensar que no tindria gust. | » |
| — Wolfgang Büld | |   |

La pel·lícula es va estrenar a Gran Bretanya el 20 de juliol de 2003, el DVD va ser llançat el 2004 per Epix Media a Berlín. El 2008 la pel·lícula es va tornar a estrenar a la "Horror Collection 1" juntament amb el thriller de misteri danès Midsummer i la pel·lícula australiana Cubbyhouse - The Devil's House.